# Tadeusz Banachiewicz
Tadeusz Julian Banachiewicz (Varsavia, 13 febbraio 1882 – Cracovia, 17 novembre 1954) è stato un astronomo e matematico polacco.

## Carriera scientifica

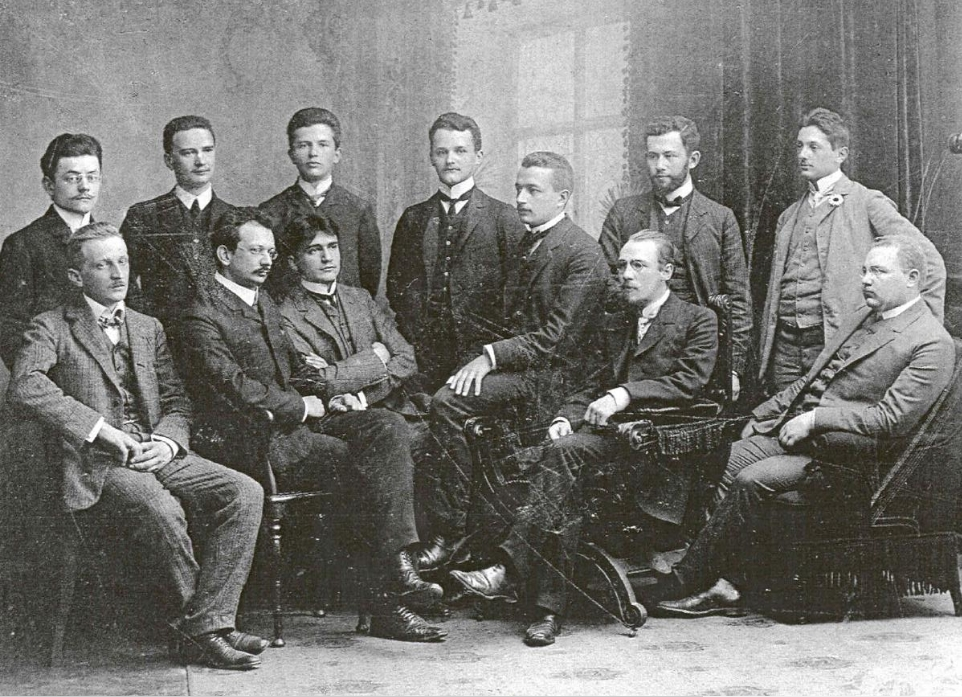
Da studente a Gottinga, seduto terzo da sinistra

Banachiewicz studiò all'Università di Varsavia e la sua tesi verteva sulle "costanti di riduzione dell'eliometro di Repsold". Nel 1905, dopo la chiusura dell'Università da parte dei russi, si trasferì a Gottinga e nel 1906 all'Osservatorio di Pulkovo. Lavorò anche presso l'Osservatorio Engelhardt dell'Università di Kazan' dal 1910 al 1915.
Nel 1919, dopo che la Polonia riacquistò l'indipendenza, Banachiewicz si trasferì a Cracovia, diventando professore all'Università Jagellonica e direttore dell'Osservatorio di Cracovia. Un contributo importante fu un metodo modificato per determinare le orbite paraboliche. Nel 1925 inventò la teoria dei "cracoviani ", un tipo speciale di algebra delle matrici, che gli valse il riconoscimento internazionale. Questa teoria risolse diversi problemi astronomici, geodetici, meccanici e matematici.
Nel 1922 divenne membro dell'Accademia polacca della cultura e dal 1932 al 1938 fu vicepresidente dell'Unione Astronomica Internazionale. Fu anche il primo presidente della Società Astronomica Polacca, vicepresidente del Comitato Geodetico degli Stati Baltici e, dal 1952 fino alla sua morte, membro dell'Accademia polacca delle scienze. Fu anche il fondatore della rivista Acta Astronomica.
Banachiewicz inventò il cronocinematografo, uno strumento astronomico per osservazioni precise delle eclissi solari. Pubblicò più di 500 articoli scientifici, comunicazioni sulla stampa scientifica e popolare, resoconti scientifici telegrafici, polemiche, recensioni, resoconti e lavori editoriali, che trattano di astronomia, matematica, meccanica, geodesia, geofisica e altri campi della scienza. La decomposizione LU è stata introdotta da Banachiewicz nel 1938.

## Riconoscimenti
Il cratere lunare Banachiewicz e l'asteroide della fascia principale 1286 Banachiewicz prendono il nome da lui.  L'asteroide 1287 Lorcia prese il nome dalla moglie, su suggerimento dello scopritore.
Ricevette il titolo di Dottore Honoris Causa dall'Università di Varsavia (1929), dall'Università di Poznań (1936)  e dall'Università di Sofia in Bulgaria (1948).
Banachiewicz è una delle grandi personalità polacche sepolte nella chiesa della Skałka a Cracovia.